# Oleg Joukov
Pour les articles homonymes, voir Joukov (homonymie).
Oleg Joukov, né le 9 février 1976 à Kirov, est un coureur cycliste russe. Bon rouleur, il est notamment devenu champion d'Europe espoirs et champion de Russie du contre-la-montre en 1998.

## Palmarès
- 1995
  - Tour of FYR of Macedonia
- 1997
  - 8e du championnat d'Europe du contre-la-montre espoirs
- 1998
  -  Champion d'Europe du contre-la-montre espoirs
  -  Champion de Russie du contre-la-montre
  - 4e étape du Tour du Loir-et-Cher
  - 2e étape du Ruban granitier breton
  - Grand Prix des Nations espoirs
  - Chrono de Rochecorbon
  - Chrono des Herbiers espoirs
- 2000
  - 2e du championnat de Russie du contre-la-montre
- 2001
  - 2e étape du Tour du Chablais
  - Circuit du Viaduc
  - 3e de la Polymultipliée lyonnaise
  - 3e du Tour du Chablais
- 2002
  - 1re étape du Tour du Tarn-et-Garonne
  - 5e étape du Tour des Pyrénées
  - 3e du Circuit des Deux Ponts
- 2003
  - 1re étape du Tour de Serbie
  - Classement général de la Course de la Solidarité olympique
  - 3e du championnat de Russie sur route
  - 3e du Tour de Serbie
- 2004
  - 2e du championnat de Russie du contre-la-montre
  - 2e de la Clásica Internacional Txuma